# Romănești
Romănești è un comune della Moldavia situato nel distretto di Strășeni di 1.408 abitanti al censimento del 2004.